# 盐邵河
盐邵河，位于中华人民共和国江苏省里下河地区，发源于江苏省盐城市，于江苏省扬州市江都区邵伯镇汇入京杭大运河，全长大约100公里。